# Yuzuki Kainuma
Yuzuki Kainuma  (jap. 海沼 優月, Uminuma Yuzuki; * 22. Juli 2007  in Kazuno) ist eine japanische Nordische Kombiniererin.

## Werdegang
Kainuma besuchte zunächst die Hanawa-Mittelschule, ehe sie auf das Kazuno-Gymnasium wechselte. Bei den Nordischen Junioren-Skiweltmeisterschaften 2024 in Planica lief Kainuma auf den zwölften Platz. Am 16. Februar 2024 debütierte sie in Eisenerz im Continental Cup und erreichte dort im Einzel die Ränge sechs und sieben. Im März 2024 wurde Kainuma japanische Meisterin.
Am 18. Januar 2025 belegte Kainuma bei ihrem Weltcup-Debüt in Schonach den 21. Platz. In den folgenden Wochen blieb sie Teil des japanischen Weltcup-Kaders. Beim Nordic Combined Triple in Seefeld erreichte sie als Achte am zweiten Wettkampftag erstmals die eine Platzierung unter den besten Zehn. Ihr bestes Saisonresultat gelang ihr mit dem sechsten Platz beim Massenstart in Otepää. Bei den Nordischen Skiweltmeisterschaften 2025 in Trondheim belegte sie im Massenstart punktgleich mit Heta Hirvonen den 19. Platz, im Einzelrennen nach der Gundersen-Methode lief sie auf Rang 21.

## Statistik

### Continental-Cup-Platzierungen
| Saison  | Platz | Punkte |
| ------- | ----- | ------ |
| 2023/24 | 22.   | 107    |